# Powiat Anpachi
Powiat Anpachi (jap. 安八郡 Anpachi-gun) – powiat w Japonii, w prefekturze Gifu. W 2024 roku liczył 41 362 mieszkańców.

## Miejscowości
- Anpachi
- Gōdo
- Wanouchi